# 변동
변동(邊洞)은 대전광역시 서구 남부에 있는 행정동 및 법정동이다. 1980년대 초부터 발달된 신흥 단독주택 지역으로 기업체 및 아파트가 없는 전형적인 단독주택 지역으로 형성되어 있다. 동쪽은 유등천을 경계로 하여 태평2동과 접하고, 서쪽은 월평동, 남쪽은 도마1,2동과 그리고 북쪽은 가장동과 내동을 경계로 하고 있다. 이 고장에 가장 오랜 토착 성씨는 밀양 손씨와 충주 박씨인데 모두 정착 연대가 600년에 가깝다.

## 지명
유등천 냇가에 마을이 있음으로 갓골이라 명명된 마을 이외에 이곳에는 마골, 복골, 황각골, 손독골, 산여미랭이, 삼정모롱이, 중보안, 물방거리 등의 마을들이 서대전여고 아래 변전소 어름부터 유등천 냇가까지 띠엄띠엄 들어 앉았던 것이다. 그 중 갓골은 마골의 동쪽 냇가에 자리한 마을인데, 옛날에는 홍수로 말미암아 자주 침수된 냇가 마을이기 때문에 갓골이라 불렀고, 이를 한자어로 표기하여 ‘변동’(邊洞)이라 하였으며 현재는 이곳의 동명으로 쓰이게 된 것이다.

## 역사
변동은 백제시대 ‘노사지현’에 속했었고, 신라시대는 비풍군의 영현인 유성현에 속했었다. 고려시대는 공주부에 속했으며, 조선시대 초기엔 공주군에 속해서 ‘유등천면’의 지역이었다. 그리고 조선시대 말기 1895년 고종 32년 행정구역 변경 때에 회덕면에 편입되었다가, 1914년 일제가 행정구역을 변경할 때 도마리 일부와 천내면의 내동일부를 병합하여 변동리라 하여 대덕군 유천면에 편입되었다. 1935년 11월 1일 대전부 신설에 의하여 대덕군에 편입되었다.
1963년 1월 1일 대전시 구역 확장에 따라 ‘변동’으로 편입 되었으며, 그 뒤 대전 중구에 속하게 되었다. 1989년 1월 1일 대전직할시 서구 변동이 되었으며, 다시 1995년 1월 1일 대전직할시가 광역시로 개칭됨에 따라 대전 광역시 서구 변동이 되었다.

## 교육
- 대전변동초등학교
- 대전서부초등학교
- 대전변동중학교
- 대전봉산중학교
- 대전내동중학교

## 명소
- 수정재